# Persea negracotensis
Persea negracotensis är en lagerväxtart som beskrevs av Otto Christian Schmidt. Persea negracotensis ingår i släktet avokador, och familjen lagerväxter. Inga underarter finns listade i Catalogue of Life.